# لئو لاکروا
لئو لاکروا (فرانسوی: Léo Lacroix‎؛ زادهٔ ۲۶ نوامبر ۱۹۳۷) اسکی‌باز آلپاین اهل فرانسه است.
وی همچنین برندهٔ جوایزی همچون لژیون دونور (افسر) شده‌است.